# Campeonato Mundial de Tiro al Plato de 2025
El XL Campeonato Mundial de Tiro al Plato se celebrará en Malakasa (Grecia) entre el 8 y el 19 de octubre de 2025 bajo la organización de la Federación Internacional de Tiro Deportivo (ISSF) y la Federación Helénica de Tiro Deportivo.